# もえぎ町 (苫小牧市)
もえぎ町（もえぎちょう）は、北海道苫小牧市にある町名。
現行行政地名はもえぎ町一丁目からもえぎ町二丁目。住居表示実施済み。

## 地理
苫小牧市の西部に位置し、東は明徳町、西は北星町、南は宮前町、西と北で字錦岡と接している。

## 歴史
区画整理事業が進められ、住宅地として急速な発展を遂げ、人口が増加した錦岡鉄北第一地区は、区画整理完了に合わせ住居表示を実施することになり、苫小牧環状線を境に南側と北側をそれぞれ3町の計6町に分けることとなった。
1993年（平成5年）11月1日、住居表示実施。字錦岡から分離し、美原町、のぞみ町、宮前町、明徳町、青雲町と共に設置された。
1994年（平成6年）1月15日、区画整理完了。

### 町名の由来
日本勤労者住宅協会が造成し、グリーンタウンと呼ばれていたことから。

## 世帯数と人口
2025年（令和7年）4月末現在の世帯数と人口は以下の通りである。
| 町丁           | 世帯数 | 人口 |
| -------------- | ------ | ---- |
| もえぎ町一丁目 | 390    | 720  |
| もえぎ町二丁目 | 262    | 427  |
| 計             | 652    | 1147 |

## 小・中学校の学区
市立小・中学校に通う場合、学区は以下の通りとなる。
|      | 小学校               | 中学校               |
| ---- | -------------------- | -------------------- |
| 全域 | 苫小牧市立錦岡小学校 | 苫小牧市立凌雲中学校 |

## 交通

### 道路
- 北海道道781号苫小牧環状線

### バス
- 市内路線を道南バスが運行している。
- かつて町内に「もえぎ町2丁目」バス停が存在したが、2024年3月31日に廃止となった[11]。

### 鉄道
- 最寄駅は宮前町の錦岡駅

## その他

### 日本郵便
- 郵便番号: 059-1274[3]（集配局：苫小牧郵便局[12]）。

### 警察
管轄する警察署、交番・派出所は以下の通りである。
| 丁目・字 | 警察署       | 交番・派出所 |
| -------- | ------------ | ------------ |
| 全域     | 苫小牧警察署 | 錦岡交番     |